# Robert Barnard
Pour les articles homonymes, voir Barnard.
Robert Barnard, né le 23 novembre 1936 à Burnham-on-Crouch dans l’Essex et mort le 19 septembre 2013 à Leeds, est un essayiste et auteur britannique de roman policier. Il a également publié sous le pseudonyme de Bernard Bastable.

## Biographie
Diplômé de premier cycle du Balliol College d'Oxford en 1959, il poursuit ses études et obtient un doctorat en littérature en 1972.  Il donne entre-temps des cours et des conférences de littérature anglaise dans des universités d'Australie et de Norvège. En 1976, il devient professeur de littérature anglaise à l'Université de Tromsø, mais démissionne en 1984 pour se consacrer entièrement à l'écriture.
Il amorce sa carrière d'écrivain dès 1974 avec Death of an Old Goat, un whodunit se déroulant dans le milieu universitaire australien, immédiatement nommé pour un Edgar des Mystery Writers of America.  Suivront une trentaine de romans policiers, dont la série des enquêtes satiriques de l'inspecteur Perry Trethowan de Scotland Yard et celle mettant en scène le détective constable Charlie Peace, parfois aidé dans ses enquêtes par sa femme Felicity ou son chef, le superintendant Oddie.
Sous le pseudonyme de Bernard Bastable, il publie quelques romans, dont un diptyque sur Wolfgang Amadeus Mozart qui dans la fiction n'est pas mort jeune, comme on l'a cru, mais est devenu un détective amateur vieillissant dans le Londres de George IV au début du XIXe siècle.
Le professeur Barnard a également fait paraître des études sur Charles Dickens, Agatha Christie, plusieurs ouvrages sur les sœurs Brontë et une histoire de la littérature anglaise.
Il reçoit en 2003 le Cartier Diamond Dagger pour l'ensemble de son œuvre.

## Œuvre

### Romans

#### SérieIdwal Meredith
- Unruly Son ou Death of a Mystery Writer (1978)
- At Death's Door (1988)

#### SériePerry Trethowan
- Sheer Torture ou Death by Sheer Torture (1981) Publié en français sous le titre Ah ! Quelle famille, Paris, Librairie des Champs-Élysées, Le Masque no 1714, 1983
- Death and the Princess (1982) Publié en français sous le titre Du sang bleu sur les mains, Paris, Librairie des Champs-Élysées, coll. « Le Club des Masques » no 535, 1984
- The Missing Bronte ou The Case of the Missing Bronte (1983)
- Bodies (1986)
- Death in Purple Prose ou The Cherry Blossom Corpse (1987)

#### SérieJohn Sutcliffe
- Political Suicide (1986)
- Scandal in Belgravia (1991)

#### SérieCharlie Peace
- Death and the Chaste Apprentice (1989)
- A Fatal Attachment (1992) Publié en français sous le titre Attachement fatal, Paris, Librairie des Champs-Élysées, Le Masque no 2216, 1995
- A Hovering of Vultures (1993)
- The Bad Samaritan (1995)
- No Place of Safety (1997)
- The Corpse at the Haworth Tandoori (1998)
- The Bones in the Attic (2001)
- A Fall from Grace (2006)
- The Killings on Jubilee Terrace (2009)
- A Charitable Body (2012)

#### Autres romans
- Death of an Old Goat (1974)
- A Little Local Murder (1976)
- Death on the High C's (1977)
- Blood Brotherhood (1977)
- Posthumous Papers ou Death of a Literary Widow (1979)
- Death in a Cold Climate (1980)
- Mother's Boys ou Death of a Perfect Mother (1981) Publié en français sous le titre Fils à maman, Paris, Librairie des Champs-Élysées, Le Club des Masques no 557, 1985
- Little Victims ou School for Murder (1983)
- A Corpse in a Gilded Cage (1984)
- Out of the Blackout (1985)
- Disposal of the Living ou Fete Fatale (1985)
- The Skeleton in the Grass (1987)
- A City of Strangers (1990)
- The Masters of the House (1994)
- Touched by the Dead ou A Murder in Mayfair (1999)
- Unholy Dying ou Turbulent Priest (2000)
- The Mistress of Alderley (2002)
- A Cry From The Dark (2003)
- The Graveyard Position (2004)
- Dying Flames (2005)
- Last Post (2008)
- A Stranger in the family (2010)

#### SérieMozartsignée Bernard Bastable
- Dead, Mr. Mozart (1995) Publié en français sous le titre Un requiem pour Mozart, Paris, Librairie des Champs-Élysées, coll. « Labyrinthes » no 1, 1997
- Too Many Notes, Mr. Mozart (1998) Publié en français sous le titre Trop de notes, Mr Mozart, Paris, Librairie des Champs-Élysées, coll. « Labyrinthes » no 13, 1997

#### Autres romans signés Bernard Bastable
- To Die Like a Gentleman (1993)
- Mansion and its Murder (1998)

### Nouvelles

#### Recueils de nouvelles
- Death of a Salesperson, and Other Untimely Exits (1989)
- The Habit of Widowhood, and Other Murderous Proclivities (1996)
- Rogue's Gallery (2011)

#### Nouvelles isolées
- What's in a name? (1985) Publié en français sous le titre Un nom comme un autre, dans Mystères 87. Les Dernières Nouvelles du crime, Paris, LGF, Le Livre de poche no 6365, 1987
- Breakfeast Television (1987) Publié en français sous le titre La Télévision du matin, dans Mystères 90. Les Dernières Nouvelles du crime, Paris, Éditions du Masque, 1990
- The Woman in the Wardrobe (1987) Publié en français sous le titre La Femme dans la penderie, dans Mystères 90. Les Dernières Nouvelles du crime, Paris, Éditions du Masque, 1990
- Good Time Had by All (1990)
- Soldier, from the Wars Returning (1992)
- Dog Television (1992) Publié en français sous le titre La Télé du chien, dans Au commencement était le crime, Paris, Éditions du Masque, coll. « Grand Format », 1995 ; réédition, Paris, LGF, Le Livre de poche no 13934, 1996
- Balmorality (1993)
- A Statesman's Touch (1993)
- If Looks Could Kill (1994)
- The Eye of the Beholder (1994)
- The Women at the Funeral (1995)
- The Slave Trade (1995)
- Reader, I Strangled Him (1995), nouvelle signée Bernard Bastable
- The Tosca Dagger (1998)
- An Evening with Fred and Rosemary (1998)
- Coming to an End (2000)
- A Slow Way to Die (2000)
- Old Dog, New Tricks (2001)
- A Confusion of Detectives (2001)
- The Path to the Shroud (2002)
- Going to a Phrase (2002)
- Dognapped (2002)
- Checksing Out (2002)
- Rogues' Gallery (2003)
- Gaudi Night (2003)
- Everybody's Girl (2003)
- I Saw Mommy Killing Santa Claus (2004)
- The Hangman's Beautiful Daughter (2004)
- Where Mongrels Fear to Tread (2005)
- Waiting for Nemesis (2005)
- The Old Couple (2006)
- Provenance (2006)
- Mother Dead (2008)
- An Object of Scandal and Concern (2008)
- A Year to Remember (2008)
- The Lover and Lever Society (2009)
- The Lost Girl (2009)
- Memory (2009)
- Family Values (2010)
- Lovely Requiem, Mr. Mozart (2010)
- The Killing at Holyrood House (2010)
- The Last Days of the Holds (2011)
- The New Slavery (2011)

### Essais littéraires
- Imagery and Theme in the Novels of Dickens (1974)
- A Talent to Deceive: An Appreciation of Agatha Christie (1980)
- A Short History of English Literature (1984)
- Emily Brontë (2000)
- A Brontë Encyclopedia (2007, version augmentée 2013), en collaboration avec Louise Barnard

## Sources
- Jacques Baudou et Jean-Jacques Schleret, Le Vrai Visage du Masque, vol. 1, Paris, Futuropolis, 1984, 476 p. (OCLC 311506692), p. 48-49.
- Claude Mesplède (dir.), Dictionnaire des littératures policières, vol. 1 : A - I, Nantes, Joseph K, coll. « Temps noir », 2007, 1054 p. (ISBN 978-2-910-68644-4, OCLC 315873251), p. 160.